# Iti Bacci
Iti Bacci nato Baccich (Sussak, 15 luglio 1892 – Roma, 11 gennaio 1954) è stato un politico e dirigente sportivo italiano.

## Biografia
Irredentista, fuggì da Fiume e si arruolò volontario nei bersaglieri italiani nella prima guerra mondiale. Finita la guerra fondò il quotidiano La Vedetta d'Italia, di posizioni nazionalistiche e favorevole all'unione della città quarnerina all'Italia.
Nel 1919 prese parte all'impresa di Fiume insieme al fratello maggiore Icilio. Aderì all'Associazione Nazionalista Italiana fino all'aprile 1922 e da quella data al Partito Nazionale Fascista, di cui fu vice segretario generale dal 1930 al 1931 e membro del Gran Consiglio del Fascismo dal 1930 al 1932.
Fu eletto deputato del Regno nel 1929 e riconfermato nel 1934.
Durante il regime fascista fu molto impegnato come dirigente sportivo e tenne anche per qualche tempo la presidenza del CONI, come commissario, fra il 1930 ed il 1931. Acquisì al CONI il quotidiano Il Littoriale di cui fu direttore.
Successivamente, presiedette i Cantieri Navali del Carnaro. Nel 1939 divenne consigliere nazionale della Camera dei Fasci e delle Corporazioni, fino all'agosto 1943. Dopo l'8 settembre 1943 non aderì alla Repubblica sociale italiana e fu arrestato a Fiume dai tedeschi e liberato grazie all'interessamento del fratello Icilio, che era senatore.